# Peter Heise
Peter Arnold Heise (Copenhague, 11 de febrero de 1830 - Stokkerup, 12 de septiembre de 1879) fue un compositor danés, más conocido por su ópera Drot og Marsk (Rey y mariscal).
Discípulo de Andreas Peter Berggreen, desde 1852 hasta 1893 fue alumno del Conservatorio de Leipzig, y entre 1858 y 1865 profesor de música de Sorö y después en Copenhague.
Heise fue un notable autor de Lieder, pero también compuso óperas (La hija del bajá (1869), y El rey y el mariscal (1878), zarzuelas y la balada Dornröschen.